# Yosemite Sam/Filmografie
Dies ist eine Liste der verschiedenen Yosemite-Sam-Zeichentrickfilme.
Yosemite Sam hatte sein Leinwanddebüt in Friz Frelengs 1945 erschienenen Kurzfilm Hase am Abzug. Im goldenen Zeitalter des US-amerikanischen Zeichentrickfilms trat er von 1945 bis 1964 in insgesamt 33 Kurzfilmen auf. Er war dabei fast immer der Widersacher von Bugs Bunny. Nur in den Kurzfilmen Die Ente, die den Braten roch (1947) und Honey’s Money (1962) war er nicht an dessen Seite zu sehen. Zudem hatte er 1958 einen eisigen, kurzen Kurzfilmauftritt in Die Hundegeschichte, eine Szene, die dem Kurzfilm Wettlauf zum Schmatterhorn (1957) entstammt. Bereits 1943 war in dem Bugs-Bunny-Kurzfilm Super-Schlappohr mit dem Cowboy Cottontail Smith ein ähnlich sprechender Charakter zu hören. Eine andere ähnlich klingende Figur, ein Sheriff, trat 1944, ebenfalls an der Seite Bugs Bunnys, in dem Kurzfilm Bretter, die die Welt bedeuten in Erscheinung. In Pancho’s Hideaway, einem Speedy-Gonzales-Kurzfilm von 1964, tritt ein Charakter namens Pancho Vanilla auf, der Yosemite Sam sehr stark ähnelt. Zudem erwähnenswert ist Friz Frelengs Ein Hase an König Arthurs Hof aus dem Jahr 1958, der ein Jahr später einen Oscar gewann.
Nach dem Ende des goldenen Zeitalters des US-amerikanischen Zeichentrickfilms erschien Yosemite Sam in weiteren 6 Kurzfilmen. Zwei davon erschienen innerhalb der Fernsehspecials Bugs Bunny’s Looney Christmas Tales (1979) und Bugs Bunnys haarsträubende Geschichten (1992). Bis 2004 folgten weitere vier Kurzfilme mit dem rothaarigen Cowboy.
Von 1972 bis 1992 tauchte Yosemite Sam in etlichen Fernsehspecials auf, die großteils aus alten Kurzfilmen bestehen. Neben Bugs Bunny’s Looney Christmas Tales waren nur Daffy Duck and Porky Pig Meet the Groovie Goolies (1972) und Bugs Bunny am Hofe König Arthurs (1978) vollständig neue Produktionen. Ende der 1970er- und Anfang der 1980er-Jahre erschien er in einigen Kino-Kompilationsfilmen. Auch war er in der ab 1983 im ZDF gezeigten Kompilations-Fernsehserie Mein Name ist Hase und seit den 1990er-Jahren in einigen weiteren Serien zu sehen. Ab Ende der 1990er-Jahre erschien er in etlichen Direct-to-Video-Veröffentlichungen. Anfang der 2000er-Jahre wurden auf der Looney-Tunes-Website mehrere Webtoons mit ihm veröffentlicht. Zudem war er in den vier mit Animationen kombinierten Realfilmen Falsches Spiel mit Roger Rabbit (1988), hier hatte er einen Kurzauftritt, Space Jam (1996), Looney Tunes: Back in Action (2003) und Space Jam: A New Legacy (2021) zu sehen.

## Kurzfilme
| Erstausstrahlung (USA)         | Deutscher Titel                               | Originaltitel                             | Bekannte Charaktere | LT/MM   | Regie                               | Anmerkungen |
| ------------------------------ | --------------------------------------------- | ----------------------------------------- | --- | ------- | ----------------------------------- | --- |
| 5. Mai 1945                    | Hase am Abzug                                 | Hare Trigger                              | Bugs Bunny | MM      | Friz Freleng                        | |
| 14. Juni 1947 (24. Juli 1954*) | Die Ente, die den Braten roch                 | Along Came Daffy                          | Daffy Duck | LT, MM* | Friz Freleng                        | Farb-Remake von Schlotterente (OT: Daffy’s Southern Exposure, 1942); ähnelt dem Cartoon Hula Hula Hase (OT: Wackiki Wabbit, 1943) |
| 8. Mai 1948                    | Bugs Bunny bei den Piraten                    | Buccaneer Bunny                           | Bugs Bunny | LT      | Friz Freleng                        | |
| 12. Juni 1948                  | Fünf vor Zwölf Uhr mittags                    | Bugs Bunny Rides Again                    | Bugs Bunny | MM      | Friz Freleng                        | Fortsetzung von Hase am Abzug (OT: Hare Trigger, 1945); dt. Alternativtitel: Bugs Bunny im Wilden Westen                          |
| 30. Apr. 1949 (1958–59*)       | Im Falle eines Falles                         | High Diving Hare                          | Bugs Bunny | LT, MM* | Friz Freleng                        | |
| 11. Feb. 1950 (20. Jan. 1968*) | –                                             | Mutiny on the Bunny                       | Bugs Bunny | LT*     | Friz Freleng                        | |
| 22. Apr. 1950                  | Bugs im Bau                                   | Big House Bunny                           | Bugs Bunny | LT      | Friz Freleng                        | |
| 23. Sep. 1950                  | Bomben, Hasen und Granaten                    | Bunker Hill Bunny                         | Bugs Bunny | MM      | Friz Freleng                        | |
| 10. Feb. 1951                  | Hase à la Carte                               | Rabbit Every Monday                       | Bugs Bunny | LT      | Friz Freleng                        | nicht zu verwechseln mit Bunny à la carte aus demselben Jahr (OT: French Rarebit)                                                 |
| 14. Apr. 1951                  | Sam + Bunny – Husch, husch ins Körbchen! (S8) | The Fair Haired Hare                      | Bugs Bunny | LT      | Friz Freleng                        | |
| 6. Okt. 1951 (1960–61*)        | Wer die Wahl hat, hat die Qual                | Ballot Box Bunny                          | Bugs Bunny | MM*     | Friz Freleng                        | dt. Alternativtitel: Sam + Bunny – ’hattu lange Löffel? (S8)                                                                      |
| 15. Mär. 1952 (1959-64*)       | Ein Hase von 14 Karott                        | 14 Carrot Rabbit                          | Bugs Bunny | LT, MM* | Friz Freleng                        | dt. Alternativtitel: Ein Hase von 14 Karat; Sam + Bunny die Goldsucher (S8)                                                       |
| 20. Dez. 1952                  | Bugs Bunny der Bruchpilot (S8)                | Hare Lift                                 | Bugs Bunny | LT      | Friz Freleng                        | |
| 2. Mai 1953 (12. Juli 1969*)   | Bugs Bunny – ’hattu Möhren? (S8)              | Southern Fried Rabbit                     | Bugs Bunny | LT*     | Friz Freleng                        | |
| 20. Juni 1953                  | –                                             | Hare Trimmed                              | Bugs Bunny, Granny | MM      | Friz Freleng                        | |
| 16. Jan. 1954                  | Pirat unter Beschuss                          | Captain Hareblower                        | Bugs Bunny | MM      | Friz Freleng                        | dt. Alternativtitel: Bugs Bunny und der Seeräuber                                                                                 |
| 26. Mär. 1955                  | Bugs Bunny ist der Größte (S8)                | Sahara Hare                               | Bugs Bunny, Kurzauftritt: Daffy Duck | LT      | Friz Freleng                        | |
| 9. Juli 1955                   | –                                             | This Is a Life?                           | Bugs Bunny, Daffy Duck, Elmer Fudd, Granny | MM      | Friz Freleng                        | |
| 12. Nov. 1955                  | Das Kampfkarnickel                            | Roman Legion-Hare                         | Bugs Bunny, Nero | LT      | Friz Freleng                        | |
| 28. Apr. 1956                  | –                                             | Rabbitson Crusoe                          | Bugs Bunny | LT      | Friz Freleng                        | |
| 15. Sep. 1956                  | –                                             | A Star Is Bored                           | Bugs Bunny, Daffy Duck, Elmer Fudd | LT      | Friz Freleng                        | |
| 25. Mai 1957                   | Wettlauf zum Schmatterhorn                    | Piker’s Peak                              | Bugs Bunny | LT      | Friz Freleng                        | |
| 26. Juli 1958                  | Die Hundegeschichte (K)                       | Dog Tales                                 | Kurzauftritt: Charlie Dog | LT      | Robert McKimson                     | Kurzauftritt |
| 23. Aug. 1958                  | Ein Hase an König Arthurs Hof                 | Knighty Knight Bugs                       | Bugs Bunny, Artus | LT      | Friz Freleng                        | Oscar – gewonnen (1959) |
| 28. Feb. 1959                  | Arabische Nächte                              | Hare-Abian Nights                         | Bugs Bunny, Gossamer | MM      | Ken Harris                          | |
| 1. Aug. 1959                   | –                                             | Wild and Woolly Hare                      | Bugs Bunny | LT      | Friz Freleng                        | |
| 13. Feb. 1960                  | Bugs Bunny – ’bittu Indianer? (S8)            | Horse Hare                                | Bugs Bunny | LT      | Friz Freleng                        | dt. Alternativtitel: Bugs bunny der Indianerschreck (S8)                                                                          |
| 3. Sep. 1960                   | Sam ärgere dich nicht                         | From Hare to Heir                         | Bugs Bunny | MM      | Friz Freleng                        | dt. Alternativtitel: Sam, ärgere dich nicht                                                                                       |
| 17. Dez. 1960                  | Der Hasensprenger                             | Lighter Than Hare                         | Bugs Bunny | MM      | Friz Freleng                        | dt. Alternativtitel: Hasen-Sprenger; Bugs Bunny und die Marsmenschen (Dux)                                                        |
| 2. Sep. 1961                   | Der wahnsinnige Wikinger                      | Prince Violent (TV-Titel: Prince Varmint) | Bugs Bunny | LT      | Friz Freleng Co-Regie: Hawley Pratt | |
| 1. Sep. 1962                   | –                                             | Honey’s Money                             | – | MM      | Friz Freleng                        | |
| 8. Dez. 1962                   | Hasenpfeffer                                  | Shishkabugs                               | Bugs Bunny | LT      | Friz Freleng                        | |
| 9. Feb. 1963                   | –                                             | Devil’s Feud Cake                         | Bugs Bunny, Teufel | MM      | Friz Freleng                        | |
| 18. Jan. 1964                  | Sam + Bunny – Hoch die Pfoten! (S8)           | Dumb Patrol                               | Bugs Bunny, Kurzauftritt: Schweinchen Dick | LT      | Gerry Chiniquy                      | nicht zu verwechseln mit Dumb Patrol aus dem Jahr 1931                                                                            |
| 27. Nov. 1979                  | –                                             | Bugs Bunny’s Christmas Carol              | Bugs Bunny, Schweinchen Dick, Sylvester & Tweety, Kurzauftritte: Elmer Fudd, Foghorn Leghorn, Pepé le Pew | MM      | Friz Freleng                        | Teil des Specials Bugs Bunny’s Looney Christmas Tales                                                                             |
| 25. Aug. 1992                  | –                                             | Invasion of the Bunny Snatchers           | Bugs Bunny, Daffy Duck, Elmer Fudd, Kurzauftritt: Schweinchen Dick | LT      | Greg Ford & Terry Lennon            | Teil des Specials Bugs Bunnys haarsträubende Geschichten                                                                          |
| 25. Aug. 1995                  | Carrotblanca                                  | Carrotblanca                              | Bugs Bunny, Daffy Duck, Penelope Pussycat, Pepé le Pew, Sylvester & Tweety, Kurzauftritte: Barnyard Dawg, Beaky Buzzard, Elmer Fudd, Foghorn Leghorn, Gossamer, Granny, Miss Prissy, Mugsy, Pete Puma, Sam Sheepdog, Schweinchen Dick, Spike & Chester, The Crusher | LT      | Douglas McCarthy                    | |
| 4. Nov. 1997                   | –                                             | From Hare to Eternity                     | Bugs Bunny, Kurzauftritt: Michigan J. Frog (Stimme) | LT      | Chuck Jones                         | |
| 13. Juni 1997                  | (Pannen) Bunny!                               | (Blooper) Bunny!                          | Bugs Bunny, Daffy Duck, Elmer Fudd | MM      | Greg Ford & Terry Lennon            | bereits 1991 produziert; mit 3D-Szenen                                                                                            |
| 31. Mär. 2004                  | –                                             | Hare and Loathing in Las Vegas            | Bugs Bunny, Kurzauftritte: Road Runner & Wile E. Coyote | LT      | Peter Shin & Bill Kopp              | |

- LT steht für die Looney-Tunes-Reihe, MM steht für die Merrie-Melodies-Reihe.
- Mit einem Sternchen gekennzeichnete Filme sind als Blue-Ribbon-Versionen wiederveröffentlicht worden. Dadurch wurden einige Looney-Tunes-Cartoons zu Merrie-Melodies-Cartoons.
- S8 steht für Super-8-Titel.
- Dux steht für Dux-Kino-Titel.

## Kompilationsfilme
- 1979: Bugs Bunnys wilde, verwegene Jagd (The Bugs Bunny/Road-Runner Movie, Kurzauftritt in einem Bild)
- 1981: Der total verrückte Bugs Bunny Film (The Looney, Looney, Looney Bugs Bunny Movie, mit Realszenen)
- 1982: Bugs Bunny – Märchen aus 1001 Nacht (Bugs Bunny’s 3rd Movie: 1001 Rabbit Tales)
- 1983: Daffy Ducks fantastische Insel (Daffy Duck’s Movie: Fantastic Island)

## Fernsehserien
- 1983: Mein Name ist Hase (Kompilationsserie)
- 1990: Tiny Toon Abenteuer (Tiny Toon Adventures, Folge 1x42: Looniversity Daze)
- 1994: Animaniacs (Folge 1x65: The Warners’ 65th Anniversary Special, Kurzauftritt)
- 1995–1999: Sylvester und Tweety (The Sylvester & Tweety Mysteries, 5 Folgen)
- 2002–2005: Baby Looney Tunes (6 Folgen)
- 2005: Bugs Bunny und Looney Tunes (Kompilationsserie)
- 2011–2013: The Looney Tunes Show (27 Folgen)
- 2015–2019: Die neue Looney Tunes Show (New Looney Tunes, 31 Folgen)
- seit 2019: Looney Tunes Cartoons (10 Folgen)

## TV-Specials
Es erschienen etliche Fernsehspecials, die großteils aus alten Kurzfilmen bestehen. Nur Daffy Duck and Porky Pig Meet the Groovie Goolies (1972), Bugs Bunny am Hofe König Arthurs (1978) und Bugs Bunny’s Looney Christmas Tales (1979) sind originale Zeichentrickproduktionen. Ein weiterer neuer Kurzfilm mit Yosemite Sam erschienen in dem Special Bugs Bunnys haarsträubende Geschichten (1992).
- 1972: Daffy Duck and Porky Pig Meet the Groovie Goolies (erste Fernsehproduktion, mit Realszenen)
- 1977: Bugs Bunny’s Easter Special
- 1978: How Bugs Bunny Won the West (mit Realszenen)
- 1978: Bugs Bunny am Hofe König Arthurs (A Connecticut Rabbit in King Arthur’s Court)
- 1979: Bugs Bunny’s Thanksgiving Diet (mit einer Realszene)
- 1979: Bugs Bunny’s Looney Christmas Tales
- 1980: The Bugs Bunny Mystery Special
- 1981: Bugs Bunny: All American Hero
- 1982: Bugs Bunnys verrückte Fernsehwelt (Bugs Bunny’s Mad World of Television)
- 1988: Bugs Bunnys Hitparade (Bugs vs. Daffy: Battle of the Music Video Stars)
- 1989: Bugs Bunnys wilde Welt des Sports (Bugs Bunny’s Wild World of Sports)
- 1991: Bugs Bunnys Katastrophen-Overtüre (Bugs Bunny’s Overtures to Disaster)
- 1991: Bugs Bunnys Mondlaunen (Bugs Bunny’s Lunar Tunes, mit Realszenen, Kurzauftritt)
- 1992: Bugs Bunnys haarsträubende Geschichten (Bugs Bunny’s Creature Features)

### Weitere
- 1986: Bugs Bunny/Looney Tunes 50th Anniversary (mit Star-Interviews)
- 1990: Happy Birthday Bugs (Happy Birthday, Bugs!: 50 Looney Years, mit Realszenen und Stars)
- 2003: Cartoon Network’s Funniest Bloopers and Other Embarrassing Moments (mit Realszenen)

## Direct-to-Videos
- 1997: Bugs Bunny’s Silly Seals (Realfilm/Natur-Lehrfilm)
- 1998: Sing-Along – Quest for Camelot
- 1998: Sing-Along – Looney Tunes
- 2000: Tweety’s High-Flying Adventure
- 2003: Looney Tunes: Reality Check (Webtoons-Kompilationsfilm)
- 2003: Looney Tunes: Stranger Than Fiction (Webtoons-Kompilationsfilm)
- 2006: Bah, Humduck! A Looney Tunes Christmas
- 2015: Looney Tunes – Hasenjagd (Looney Tunes: Rabbits Run)

## Realfilme/Animationsfilme
- 1996: Space Jam
- 2003: Looney Tunes: Back in Action
- 2021: Space Jam: A New Legacy

### Weitere
- 1988: Falsches Spiel mit Roger Rabbit (Who Framed Roger Rabbit, Kurzauftritt)

## Webtoons
Anfang der 2000er-Jahre wurden auf der Looney-Tunes-Website mehrere Webtoons veröffentlicht:
- 2001: Mysterious Phenomena of the Unexplained #1, 3
- 2001: The Junkyard Run #1–3
- 2001: Toon Marooned #1–5
- 2002: Sports Blab #1–2
- 2002: Satellite Sam
- 2003: The Royal Mallard #5 (Kurzauftritt)
- 2003: Aluminum Chef #1
- 2003: Tear Factor
- 2004: Parallel Porked (Kurzauftritt)
- 2004: Yosemite Slam
- 2005: Malltown and Tazboy
- 2005: Snow Business (Kurzauftritt)

## Werbespot
- 2012: MetLife-Werbespot